# Língua buhid
A  língua Buhid é falada  pelos Mangyans das províncias Filipinas de Mindoro. Tem dois dialetos, o do Leste e do Oeste. A língua usa a escrita Buhid, cuja codificação Unicode ocupa os blocos 1740  a  175F.